# لسوتو در المپیک تابستانی ۲۰۲۴
کاروان المپیکی لسوتو، یکی از کاروان‌های شرکت‌کننده در بازی‌های المپیک تابستانی ۲۰۲۴ بود. این دوره از بازی‌ها از ۲۶ ژوئیه تا ۱۱ اوت ۲۰۲۴ (۵ تا ۲۱ امرداد ۱۴۰۳ خورشیدی) به میزبانی پاریس، پایتخت فرانسه برگزار شد. کاروان لسوتو در این دوره، سیزدهمین تجربه خود را سپری کرد. نخستین حضور این کاروان به المپیک ۱۹۷۲ بازمی‌گردد. آن‌ها تاکنون موفق به کسب مدال نشده‌اند.

## شرکت‌کنندگان
فهرست زیر به کاروان لسوتو اشاره دارد.
| ورزش        | مردان | زنان | مجموع |
| ----------- | ----- | ---- | ----- |
| دو و میدانی | ۱     | ۱    | ۲     |
| تکواندو     | ۰     | ۱    | ۱     |
| مجموع       | ۱     | ۲    | ۳     |